# Eochaid Mugmedón
Eochaid Mugmedón („Eochaid Herr der Sklaven“; † zwischen 351 und 365 in Tara) war nach irischer historischer Tradition Hochkönig von Irland, der nach den Annalen der vier Meister von 357 bis 365, oder nach Geoffrey Keating von 344 bis 351 von Tara aus Irland regiert haben soll. Obwohl seine Biografie von Legenden überlagert ist, gilt er als historische Person, da er mehrfach in frühen irischen Annalen erwähnt wird und der Vater von Niall Noigiallach (Niall von den neun Geiseln) – dem eponymen Stammvater der Dynastie der Uí Néill (O’Neill) war. Nach der Legende ist er mit dem Gründungsmythos der Herrschaft dieser Familie verbunden, die die Geschichte  Irlands vom 6. bis zum 10. Jahrhundert dominiert hat, zu den Vorfahren vieler europäischer Dynastien zählt und bis heute in verschiedenen Zweigen blüht.

## Herkunft

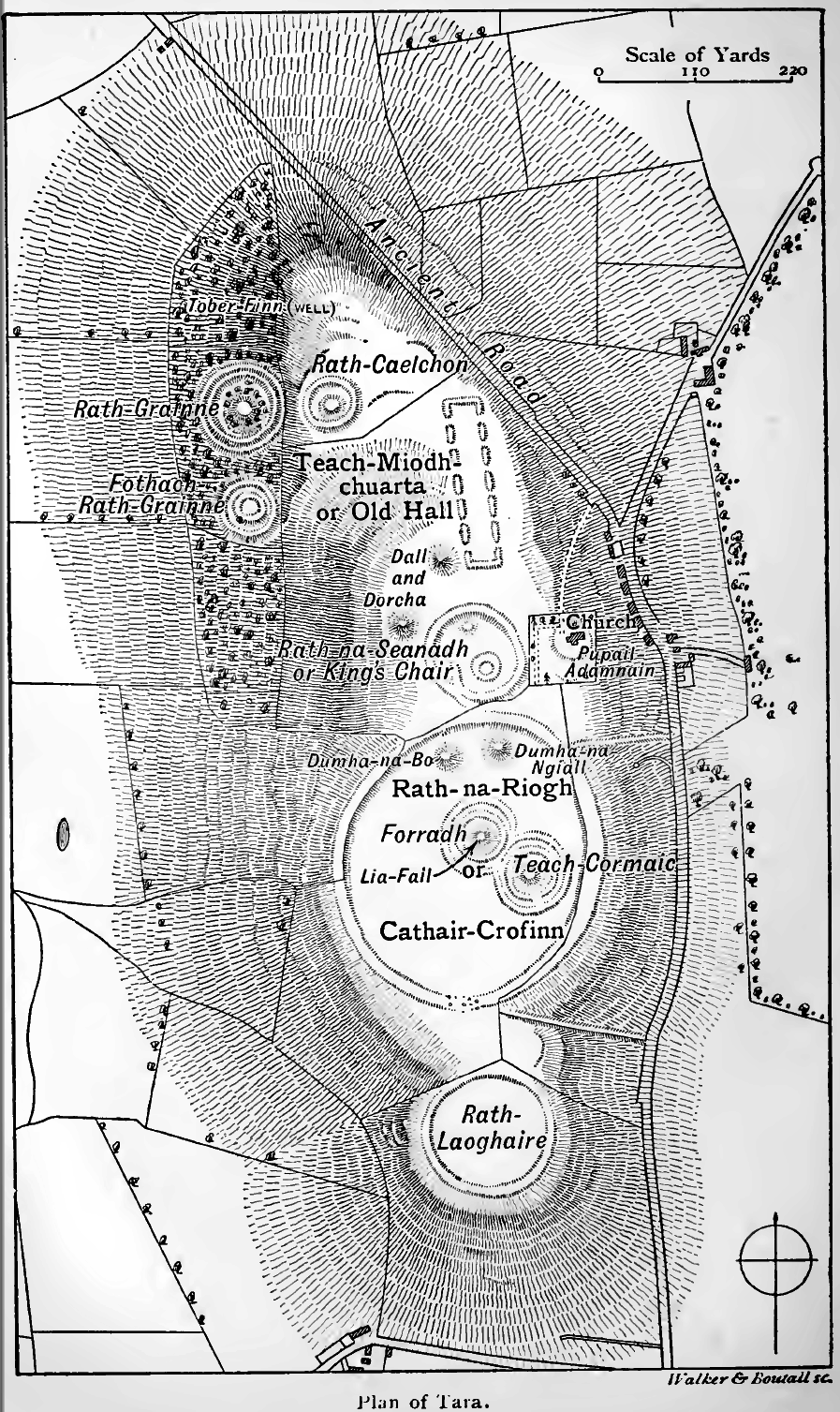
Plan von Tara, der frühmittelalterlichen Residenz der Könige von Tara bzw. Der Hochkönige von Irland (nach Wakeman)

Nach der irischen Tradition stammte Eochaid von dem sagenhaften prähistorischen irischen Hochkönig Conn Cétchathach (Conn von den hundert Schlachten) ab der vom traditionellen Sitz der irischen Hochkönige in Tara  nach den Annalen der vier Meister Irland von 122 bis 157 regiert haben soll.
Eochaids Vater, Muiredach Tirech mac Fiacha, war nach dem Lebor Gabála Érenn dem vermutlich im 9. Jahrhundert entstandenen „Buch von der Landnahme Irlands“, ein Hochkönig von Irland, der den Thron erlangte, indem er seine Neffen, bekannt als die „drei Collas“, die seinen Vater getötet hatten, vertrieb. Die drei Brüder gründeten später ein neues Königreich, Airgialla, das tausend Jahre lang eine Rolle spielte und von deren – in zahlreiche Clans aufgespaltenen – Nachkommen beherrscht wurde. Die Regierungszeit von Eochaids Vater wird in den Annalen der vier Meister mit 326 bis 356, von dem bedeutenden Historiker Seathrún Céitinn (engl. Geoffrey Keating, † 1644) mit 310 bis 343 angegeben.

## Leben

### „Historische Persönlichkeit“
König Eochaids Biografie wurde nur mündlich überliefert, ist daher von Legenden überlagert. Die gängige Auslegung seines Beinamens „Mugmedón“ wurde von dem Historiker T. F.O’Reilly geliefert, der Mugmedón als „Herr der Sklaven“ interpretierte, was Eochaid als erfolgreichen Kriegsherren erscheinen lässt. Demgegenüber fanden mittelalterliche Etymologen eine wenig schmeichelhafte Interpretation dieses Namens, als „feuchte Mitte“, denn, so meinte ein Annalist aus dem 17. Jahrhundert, „er hatte Probleme mit dem Ausfluss seines Bauches“.
Eochaid wird zwar in der Liste der Könige von Tara in dem auf das siebente Jahrhundert zurückgehenden Werk „Baile Chuind Chétchathaig“ (Die Vision von Conn von den hundert Schlachten) nicht erwähnt, wohl aber in der Liste der Hochkönige im Lebor Gabála Érenn, in mehreren Irischen Annalen, in der von Geoffrey Keating († 1644) verfassten „Geschichte Irlands“ und in den Synchronismen von Laud.
Obwohl es sich dabei um Chroniken handelt, die lange nach seinem Tod entstanden sind, ist davon auszugehen, dass es sich bei Eochaid um eine historische Persönlichkeit handelt. Dies einerseits, da sein Sohn Niall Noigiallach der Stammvater der bedeutendsten irischen Familie, der Uí Néill ist, die die Geschichte Irlands bis in das 10. Jahrhundert dominiert hat. Andererseits, weil in Irland seit dem Frühmittelalter genealogische Zusammenhänge mit größter Aufmerksamkeit verfolgt wurden, da sie für die Nachfolge in den zahllosen irischen Kleinkönigreichen ausschlaggebend waren und daher seit frühesten Zeiten ein wichtiger Teil mündlicher Überlieferungen und früher Aufzeichnungen waren.

### Hochkönig von Irland

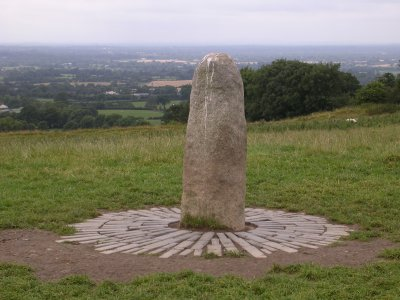
Die Hochkönige von Irland wurden der Tradition gemäß auf dem Hügel von Tara eingesetzt. Der Stein Lia Fáil (Bild) rief der Tradition nach den Namen des rechtmäßigen Königs, sobald er seinen Fuß auf den Stein setzte

Eochaid konnte nicht direkt auf seinen Vater als Hochkönig von Irland folgen, denn dieser wurde vom König von Ulster, Cáelbad dem Sohn von Cronn Badhraoi gestürzt, der sich daraufhin zum Hochkönig von Irland machte. Eochaid gelang es jedoch nach einem Jahr seinen Vater zu rächen, indem er Cáelbad tötete und selbst die Herrschaft über Irland übernahm. Als Hochkönig forderte Eochaid den traditionellen Rindertribut (Borama) vom König von Leinster, der ihm nach dem Buch von der Landnahme Irlands – vielleicht im Hinblick auf seine militärische Überlegenheit – ausnahmsweise ohne vorherige Schlacht abgeliefert wurde.

### Gründungsmythos der Herrschaft der O’Neills
Der wesentlichste Teil seiner Biografie beschäftigt sich nicht mit der Darstellung seiner kriegerischen Taten, sondern mit der dem Mythos auf den sich die Herrschaft der Dynastie der O’Neills stützt.
Dieser Mythos wird in der Geschichte “Die Abenteuer der Söhne von Eochaid Mugmedon” dargestellt:
Demnach hatte Eochaid Mugmedón zwei Ehefrauen: Die erste war Mongfind (Schönhaar), eine Schwester von Crimthann mac Fidaig, König von Munster (im Südwesten Irlands), der der letzte Hochkönig von Irland aus dem Haus der Könige von Munster war, bis – Jahrhunderte später – Brian Boru im 11. Jahrhundert diese Würde wieder erlangte. Mongfind gebar Eochaid vier Söhne, darunter die Stammväter der drei Dynastien, die als Könige in Connacht (im Nordwesten Irlands) regierten. Mongfind ist daher die Vorfahrin zahlreicher irischer und europäischer Adelsfamilien.
Nach irischer Tradition hatte Eochaid gleichzeitig auch eine zweite Frau, genannt Cairenn Chasdub (Cairenn die Schwarzlockige) die als eine Tochter von Sacheil Balb, König der Angelsachsen bezeichnet wird, was aber offensichtlich anachronistisch ist. Aus ihrem Namen, der nach O’Rahilly vom lateinischen Namen Carina abgeleitet ist, vermutet dieser, dass sie römisch-keltischer Herkunft war. Auch Geoffrey Keating beschreibt sie als Tochter eines britischen Königs.
Mongfind hasste die zweite Ehefrau ihres Mannes Cairenn und zwang sie, niedrige Arbeiten zu verrichten, selbst als sie schwanger war, musste sie das Wasser für die Burg Tara aus dem Brunnen holen. Sie gebar ihren Sohn Niall beim Brunnen, aus dem sie gerade Wasser holen wollte, durfte ihn aber nicht mitnehmen, sondern musste ihn aus Furcht vor Mongfind den Raubvögeln überlassen. Aus Furcht vor Mongfind und deren magischen Kräften wagte auch sonst keiner, das Kind aufzuheben. Der Dichter und Seher Torna „Éces“ (der Weise) fand das Kind, zog es auf und weissagte ihm seine glänzende Zukunft. Als Niall erwachsen war, begab er sich nach Tara und befreite seine Mutter Cairenn aus der Sklaverei, in der sie Mongfind gehalten hatte.
Mongfind verlangte vom König Eochaid die Bestimmung eines ihrer Söhne zum Nachfolger, dieser übertrug jedoch die Auswahl an Sithchen, den Schmied, der zugleich Druide war. Dieser stellte die fünf Söhne auf die Probe, indem er sie in seine Schmiede brachte und diese anzündete. Er bewertete sie nach dem, was sie als Wichtigstes aus der brennenden Schmiede retteten.
Brian brachte den Schlaghammer und wurde zum Krieger bestimmt.
Fiacha brachte Bier und den Blasebalg ihm wurde Schönheit und Wissen prophezeit.
Ailill brachte eine Kiste mit Speeren – er wurde zum Rächer bestimmt.
Fergus brachte vertrocknetes Holz mit einem Ast einer Eibe (die als heilig galt), ihm wurde wenig Gutes vorhergesagt.
Niall brachte den großen Amboss, das Schwerste und Wichtigste, er wurde daher zum Sieger erklärt.
Mongfind akzeptierte dieses Ergebnis nicht, worauf der Druide ihnen eine neue Aufgabe stellte:
Nach einer langen gemeinsamen Jagd suchten die Brüder verzweifelt nach Wasser. Jeder fand einen Brunnen, der von einer alten, abstoßend hässlichen Frau bewacht wurde, die für das Wasser einen Kuss verlangte. Alle weigerten sich außer Niall, der die abstoßende Frau nicht nur küsste, sondern bereit war, mit ihr zu schlafen. Durch den Kuss verwandelte sich die Alte in eine wunderschöne junge Frau und erklärte ihm, sie wäre die Souveränität über Irland, denn Souveränität wäre zunächst abstoßend und hässlich, da sie durch Gewalt und Krieg erworben wird, aber nachher wäre sie schön und gut. Sie verlangte von Niall, er dürfe seinen Brüdern erst dann Wasser geben, wenn sie seine Herrschaft anerkannt hätten. Niall befolgte das und ließ sie schwören, sich ihm und seinen Kindern nie zu widersetzen.
Tatsächlich blieb das Amt des Hochkönigs von Irland mit wenigen Ausnahmen bei seinen Nachkommen, 26 kamen aus dem nördlichen oder aus dem südlichen Haus O’Neill, zehn waren Nachkommen von Nialls Sohn Conall Gulban und 16 Nachkommen von Nialls Sohn Eógan.

## Tod und Nachfolge
Eochaid Mugmedón starb nach einer kurzen Regierungszeit von sieben bis acht Jahren an einer Krankheit in der königlichen Burg zu Tara.
Nach Keating regierte er von 344 bis 351, nach den Annalen der vier Meister von 344 bis 351. Daniel P. McCarthy gibt hingegen sein Todesjahr auf Grund der Irischen Annalen mit 362 an.
Nach Eochaids Tod folgte jedoch nicht einer seiner Sohne, sondern der Bruder seiner ersten Frau, Crimthann mac Fidaig, der König von Munster. Mongfind hatte ihren Ehemann überlebt und wollte um jeden Preis einem ihrer Söhne die Nachfolge als Hochkönig von Irland verschaffen. Sie ging der Tradition nach sogar so weit, ihren eigenen Bruder Crimthann, den Hochkönig von Irland, zu vergiften. Um keinen Verdacht zu erwecken, trank auch sie das vergiftete Getränk und verstarb zu Samhain. Es ist dies das heidnische keltische Fest, das die Wende vom Sommer zum Winter markiert, von Sonnenuntergang am 31. Oktober bis zum Sonnenuntergang am 1. November gefeiert wird und im späteren christlichen Halloween Spuren hinterlassen hat. Mongfind verwandelte sich der Legende nach daraufhin in eine Göttin der Zauberei. Tatsächlich trug sie wohl nur den Namen der heidnischen Göttin, die zu Samhain verehrt wurde. Auch mit dieser Tat erreichte Mongfind nicht ihr Ziel, da nach dem Tod ihres Bruders, der je nach Quelle mit 368 oder 376 angegeben wird, nicht einer ihrer Söhne, sondern Niall Noigiallach, der Sohn von Cairenn, der von ihr gehassten Nebenfrau ihres Mannes, Hochkönig von Irland wurde.

## Ehe und Nachkommen

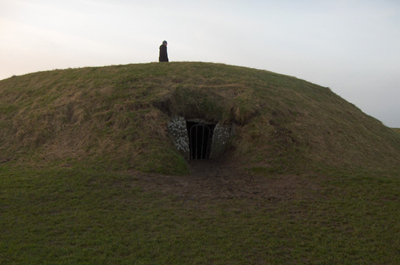
Eingang in den “Hügel der Geiseln” in Tara

Eochaid hatte nach irischer Tradition zwei Frauen. In erster Ehe war er mit Mongfind (Schönhaar), eine Schwester von Crimthann mac Fidaig, König von Munster verheiratet.
In zweiter Ehe (oder Beziehung) mit Cairenn Chasdub (Cairenn die Schwarzlockige), die in der Legende als eine Tochter von Sacheil Balb, König der Angelsachsen bezeichnet wird, vermutlich aber römisch-keltischer Herkunft war.
Kinder aus 1. Ehe:
Die ersten drei Söhne sind nach irischer Überlieferung die Stammväter der drei „Connachta“-Dynastien, die im Mittelalter die Provinz Connacht regierten.
- Brión mac Echach Muigmedóin, König von Connacht, Stammvater der Ui Briúin Dynastie, die tausend Jahre lang über Connacht herrschten und mit Tairrdelbach Ua Conchobar 1168 einen Hochkönig Irlands stellten.
- Ailill mac Echach Muigmedóin, Stammvater der Uí nAilello Dynastie von Connacht, die bald an Bedeutung verlor
- Fiachrae mac Echach Muigmedóin, Stammvater der Ui Fiachrach-Dynastie in Connacht, die sich mit der Ui Briúin Dynastie in der Herrschaft über Connacht abwechselte.
- Fergus mac Echach Muigmedóin, seine Nachkommen blieben ohne Bedeutung

Kind aus 2. Ehe:
- Niall Noigiallach (Niall von den neun Geiseln), Stammvater der bedeutendsten Familie Irlands, den Uí Néill, die – geteilt in eine nördliche und eine südliche Linie – als Könige von zwei Teilkönigreichen und als Hochkönige jahrhundertelang die irische Politik dominierte.